# 名犬ウォン・トン・トン
『名犬ウォン・トン・トン』（めいけんウォン・トン・トン、Won Ton Ton, the Dog Who Saved Hollywood）は、1976年のアメリカ合衆国のコメディ映画。
1920年代のサイレント映画時代にタレント犬リンチンチンとして有名になったジャーマン・シェパード・ドッグをモデルにしている。マイケル・ウィナー監督。多くの映画俳優がカメオ出演している。

## あらすじ
1924年、サイレント映画全盛期のハリウッド。女優志望のエスティは、野犬収容所から逃げ出してきた1匹のジャーマン・シェパード・ドッグと親しくなる。
エスティはこのシェパードを連れてある映画のオーディションを受けに行くが、実はその主宰者はインチキ監督で、エスティは危うくその毒牙にかかりそうになったところを、そのシェパードに助けられる。
この場面を目撃した落ち目の撮影所の社長のフロンバーグは、このシェパードを映画に起用することを思いつき、エスティとシェパードの飼い主であると名乗り出たプロデューサー志願のグレイソンを雇う。
シェパードの名前を聞かれたグレイソンは苦しまぎれに「ウォン・トン・トン」と答えたため、そのシェパードはタレント犬「ウォン・トン・トン」としてデビューすることになった。
エスティの調教のおかげもあって、ウォン・トン・トンの主演映画は大ヒットを続ける。ところが、ルディ・モンタギューという映画スターとの共演が大失敗したため、ウォン・トン・トンはエスティ、グレイソン共々解雇されてしまう。
エスティはウォン・トン・トンをサーカス一座に引き渡して女優に専念、その後、グレイソンがプロデュースした映画が大ヒットしてエスティはスターダムになり、2人は結婚した。しかし、エスティもウォン・トン・トンもお互いのことが忘れられず、やがてお互いを恋しく思うようになる。

## キャスト
- グレイソン・ポトチャック：ブルース・ダーン（吹替：山田康雄）
- エスティ・デル・ルース：マデリーン・カーン（吹替：天地総子）
- J・J・フロンバーグ：アート・カーニー（吹替：滝口順平）
- フラフィ：テリー・ガー（吹替：弥永和子）
- ルディ・モンタギュー：ロン・リーブマン（吹替：広川太一郎）
- スタビー：アルド・レイ（吹替：飯塚昭三）
- バトリー夫人：ヴァージニア・メイヨ（吹替：浅井淑子）
- ニック：ヴィクター・マチュア（吹替：緑川稔）
- マレー・フロンバーグ：フィル・シルヴァース（吹替：兼本新吾）

カメオ出演
- ジョン・キャラダイン
- ブロデリック・クロフォード
- ザ・ザ・ガボール
- ピーター・ローフォード
- ジョニー・ワイズミュラー
- ウォルター・ピジョン
- タブ・ハンター
- ロレッタ・フレミング
- ジョーン・ブロンデル
- シド・チャリシー
- イヴォンヌ・デ・カーロ
- アリス・フェイ
- ドロシー・ラムーア
- エセル・マーマン
- バーバラ・ニコルズ
- ウィリアム・デマレスト
- ジャッキー・クーガン
- グロリア・デ・ヘイヴン
- トニー・バジル
- ナンシー・ウォーカー
- ジャネット・ブレア
- ミルトン・バール
- リカルド・モンタルバン
- スターリング・ホロウェイ
- ケイ・ルーク
- ロンダ・フレミング
- ロリー・カルホーン
- カーメル・マイヤーズ
- ディーン・ストックウェル

テレビ放送：テレビ朝日「日曜洋画劇場」1980年7月20日